# Harmsiopanax harmsii
Harmsiopanax harmsii là một loài thực vật có hoa trong Họ Cuồng. Loài này được K.Schum. mô tả khoa học đầu tiên năm 1905.